# Edme Quenedey des Riceys
Edme Quenedey des Riceys, né le 17 décembre 1756 au Ricey-Haut et mort le 16 février 1830 à Paris, est un peintre et graveur français.

## Biographie
Né d'Étienne Quenedey, un père vigneron et tonnelier, et de Françoise Pissier, aîné d'une famille de huit enfants, Edme Quenedey est destiné à la prêtrise. Cependant il va suivre les cours de dessin de Dijon fondée par François Devosge, puis gagne sa vie comme précepteur et restaurateur de tableaux. Il épouse Marie-Madeleine Pella, dont il aura deux filles, Fanchette Henriette Aglaë en 1792 et Adèle Marie Joséphine en 1793 (ou le 28 novembre 1789 ?) En 1796, il s'installe avec sa famille à Bruxelles et à Anvers, avant de quitter la France pour le Saint-Empire et émigre à Hambourg. De retour à Paris en 1801, il reprend son activité 15, rue des Petits-Champs jusqu'à sa mort, en 1830. Quenedey avait enseigné la miniature et la gravure à ses filles et elles l’aidaient toutes deux à exécuter ses portraits. Sa fille Aglaë sera d’abord son assistante, avant de lui succéder.

## Œuvre
En 1785, il s’installe à Paris peintre de portrait miniature. Ayant appris l’invention par Chrétien du physionotrace, il le rencontre à Versailles et s’associe avec lui en avril 1788. Le 26 juin 1788, Quenedey passe une publicité dans le Journal de Paris pour annoncer son activité au 45 rue des Bons-Enfants. Le portrait grandeur nature, appelé « grand trait » coûte six livres, pour 15 livres, on obtient douze épreuves du portrait réduit et gravé, enfin il en coûte trois livres pour chaque gravure coloriée. Quenedey reçoit les clients et manipule le physionotrace, exécutant les grands traits. Il réduit et parachève les dessins qu'il adresse à Chrétien qui grave les portraits. En novembre 1788, trois cents portraits avait été produit et mille un an plus tard. Le 18 août 1789, une rupture intervient entre Quenedey et Chrétien qui vont exercer chacun de leur côté.
Il a réalisé le portrait d’un grand nombre de personnages célèbres de la Révolution, du Consulat, et de l’Empire comme La Fayette, Stendhal (1807), Germaine de Staël, mais aussi des musiciens (Berton, Cherubini, Méhul…), des parlementaires ou des militaires (le général de Lauberdière). Il a aussi dessiné son propre portrait qui a été gravé par Soliman Lieutaud.

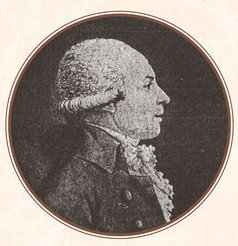
Gadso Coopmans (fy)
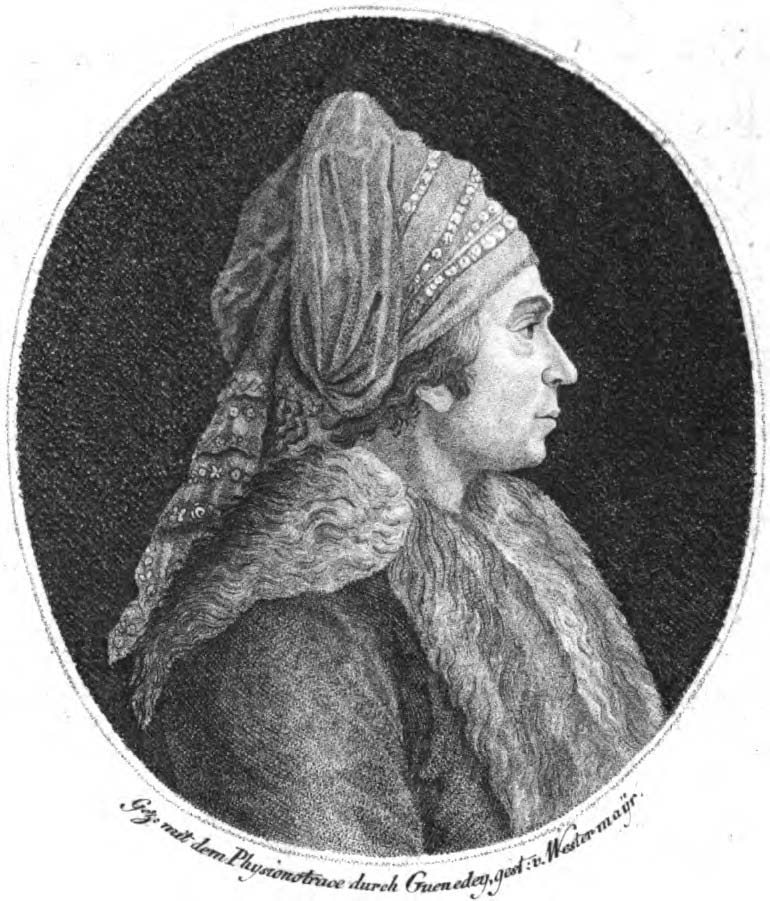
Joseph de Beauchamp d’après François Marie Rosset (d) , 1798.
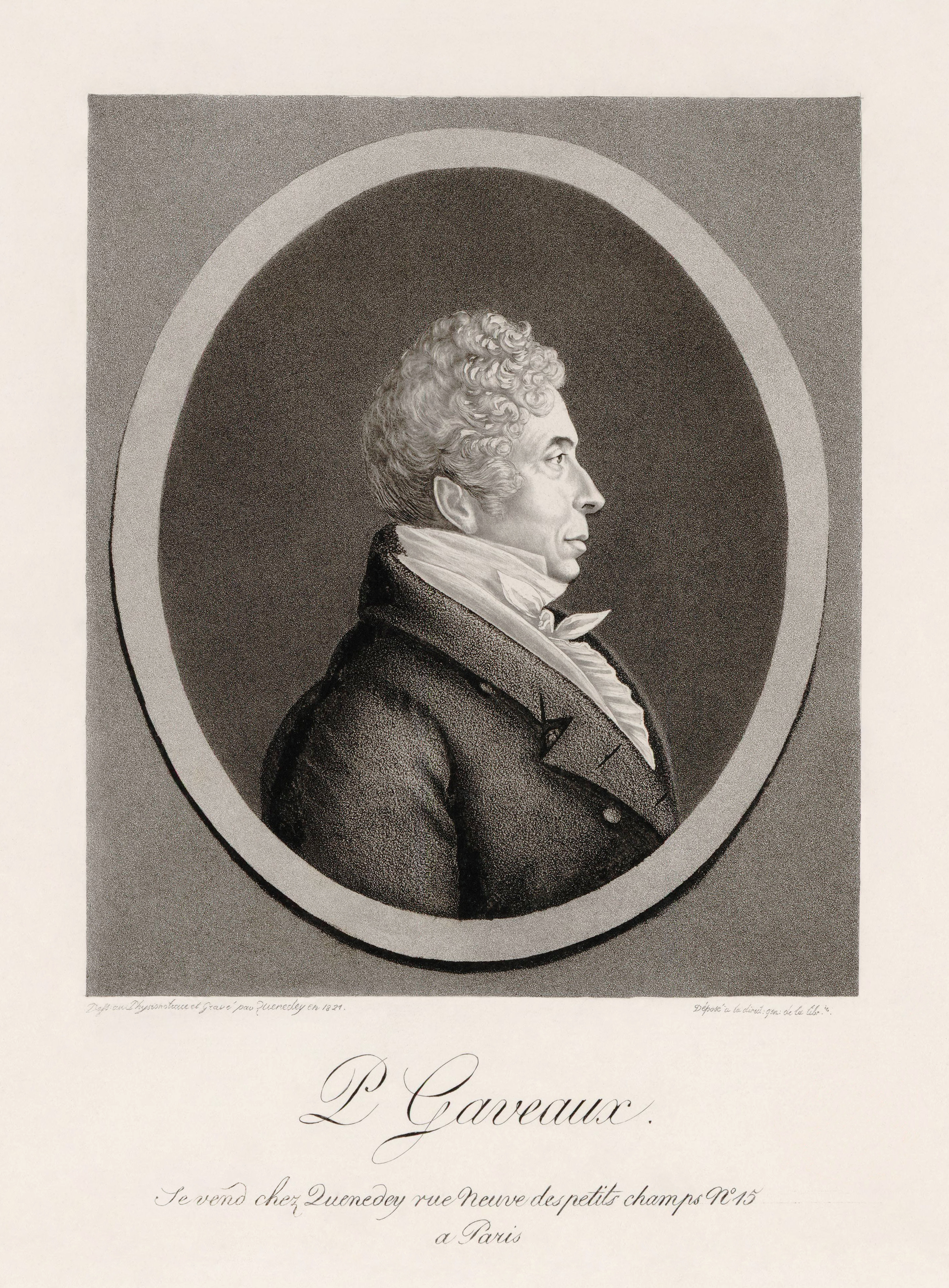
Pierre Gaveaux, Bibliothèque nationale de France, 1821